# Дальгрен, Карл Фредрик
Карл Фре́дрик Да́льгрен (швед. Carl Fredric Dahlgren, 20 июня 1791 — 1 или 2 мая 1844) — шведский поэт, просветитель и придворный проповедник. Его идиллические и шутливые пьесы написаны в народном стиле и пользовались в своё время большим успехом.
Входил в круг литераторов-романтиков, примыкавших к журналу «Рhosphoros» («фосфористов»).

## Жизнь и творчество
Дальгрен родился в селении Стенсбрук, расположенном в провинции Эстергётланд 20 июня 1791 года
Получив среднее образование в гимназии Katedralskolan, Linköping, Дальгрен окончил Упсальский университет в 1809 году, получил сан священника в 1815 году. В те же годы он работал учителем в частной школе Арвида Августа Афцелиуса.
В 1815 году, совместно с Андерсом Кнатингиусом Дальгрен основал просветительское общество Manhemsforbund.
В 1825 году Дальгрен опубликовал сатиру «Вавилонская башня» и комедию «Аргус в Олимпии», а в 1828 году два тома стихов.
В 1829 году он получил назначение на должность придворного проповедника в Стокгольме, которую занимал до самой своей смерти.
В серии од и дифирамбических пьес, озаглавленных «Mollberg’s EpislJar» (1819, 1820), поэт стремился подражать замечательному лирическому гению К. М. Бельмана, чьим учеником и последователем считал себя Дальгрен.
С 1825 по 1827 годы он редактировал критический журнал «Kometen» («Комета»).
В 1834 году Дальгрен опубликовал еще один том своих стихов, а в 1837 году вышла его последняя книга «Angbts-Sadnger» («Песни о пароходах»).
1 мая 1844 года он умер в Стокгольме.
Дальгрен — один из лучших юмористических авторов Швеции; но, возможно, наиболее важными его достижениями как литератора стали идилические и романтические тексты. Его маленькая поэма Zephyr och den gungande flickan (Зефир и качающаяся девушка), которую можно найти в каждом сборнике шведской поэзии, является хорошим примером его чувственного и орнаментированного стиля.
Работы Дальгрена были собраны и опубликованы после его смерти Адольфом Арвидссоном (Стокгольм, 1847—1852).